# (7381) Mamontov
(7381) Mamontov est un astéroïde de la ceinture principale.

## Description
(7381) Mamontov est un astéroïde de la ceinture principale. Il fut découvert le 8 septembre 1981 à Naoutchnyï par Lioudmila Jouravliova. Il présente une orbite caractérisée par un demi-grand axe de 2,36 UA, une excentricité de 0,15 et une inclinaison de 7,0° par rapport à l'écliptique.

## Compléments